# Marguerite Viel
Marguerite Viel, née le 10 avril 1894 à Crosne (Seine-et-Oise) et morte le 4 février 1976 à Châtenay-Malabry (Hauts-de-Seine), est une femme de cinéma française, réalisatrice, productrice, scénariste, dialoguiste, monteuse son.

## Biographie
Marguerite Viel débute comme antiquaire.
En 1926, Marguerite Viel est directrice des ventes adjointe de la société de production du réalisateur Jean Epstein, Les Films Jean Epstein. Elle avance les fonds pour La glace à trois faces en 1927, ainsi que pour La chute de la maison Usher (1928). Au lieu de la rembourser en valeur monétaire, Epstein lui transfère la propriété de trois de ses films en 1928 : Mauprat (1926), La glace à trois faces et Six et demi onze (1927), ainsi qu'en témoignent des documents conservés à la Cinémathèque française.
En 1929, Marguerite Viel travaille avec le réalisateur tchèque Leo Marten sur son film Dzungle velkomesta (La jungle d'une grande ville), et est citée comme assistante réalisatrice ou consultante artistique. Selon un synopsis publié en ligne par les Archives nationales du film de Prague, le film, qui était prévu pour être muet mais qui a été sonorisé au moment de sa sortie en 1930, décrit la vie d'une jeune femme amoureuse d'un escroc.
En 1930, Marguerite Viel réalise Terre farouche, film dont on a perdu la trace. En 1932, elle tourne deux comédies avec Richard Weisbach, Occupe-toi d'Amélie  et Une petite bonne sérieuse (également considéré comme perdu). En 1934 enfin, elle sort son film le plus connu, La Banque Némo, qui s'inspire ouvertement de l'affaire Stavisky et qui subit les foudres de la censure.
Entre 1930 et 1932, elle est également très active en tant que monteuse son et dialoguiste. À ce titre, elle adapte plusieurs films parlants pour le public francophone : elle fait le doublage de Gabbo le ventriloque d'Erich von Stroheim (1929), de Passions d'Erich Waschneck (1931) et Feind im Blut de Walter Ruttmann (1931). Elle fait également le montage sonore du documentaire Les chemins de la renommée (1931) de Claude Lambert et de Mon ami Tim (1932) de Jack Forrester. Elle écrit enfin le dialogue de L'amoureuse aventure de Wilhelm Thiele (1932).
À partir de 1934, Marguerite Viel disparait de la vie publique. Elle meurt quarante-deux ans plus tard, en 1976.

## Analyse
Avec Solange Bussi et Marie Epstein, Marguerite Viel est l'une des rares femmes réalisatrices de son époque. Dans ses films, elle se révèle volontiers critique de la société moderne, des codes moraux et de la propriété sexuelle.

## Filmographie

### Réalisation
- 1929 : La Jungle d'une grande ville (Džungle velkoměsta), film franco-tchécoslovaque coréalisé avec Leo Marten[6],[7]
- 1930 : Terre farouche, scénario de Joseph Neuberg[8],[9]
- 1932 : Occupe-toi d'Amélie, avec Renée Bartout, Aimé Clariond, Raymond Dandy, Arthur Devère, René Donnio, d'après la pièce de Georges Feydeau (co-réalisation : Richard Weisbach[10])
- 1932 : Une petite bonne sérieuse, avec Colette Darfeuil et Marguerite Moreno, d'après la pièce de Gabriel Timmory et Jean Manoussi (co-réalisation : Richard Weisbach)[11]
- 1934 : La Banque Némo, d'après la pièce de Louis Verneuil (supervision : Jean Choux)

### Réalisations non abouties[12]
Les raisons de l'abandon de ces projets de films annoncés par la presse de l'époque ne sont pas connues. Peut-être est-ce lié aux problèmes de santé rencontrés par la réalisatrice au début de l'année 1932.
- 1932 : Chambres et rues[14], d'après un scénario de Richard Weisbach, avec Richard Weisbach[15],[16]
- 1932 : Manon Lescaut, d'après le roman de l'abbé Prévost, avec Richard Weisbach[17]
- 1932 : Les forçats de la mer[18],[19],[20] / Rafale, avec Frank Capra, dialogues de Jean-Charles Reynaud[21]. Projet finalement repris et réalisé par Jack Forrester sous le titre Mon ami Tim.
- 1932 : L'École des maris, d'après le conte drôlatique d'Honoré de Balzac[22],[23]

### Assistanat de réalisation[24]
- 1926 : Mauprat, de Jean Epstein
- 1927 : Six et demi onze (Six et demi onze, un Kodak), de Jean Epstein
- 1927 : La Glace à trois faces, de Jean Epstein
- 1930 : Séduction (Erotikon), coproduction franco-tchèque, réalisation de Gustav Machaty[25]
- 1930 : La jungle d'une grande ville (Dzungle Velkomesta), coproduction franco-tchèque[26],[27],[28], réalisation de Leo Marten[29],[30]

### Dialogue
- 1932 : L'amoureuse aventure de Wilhelm Thiele

### Scénario
- 1934 : La Banque Némo

### Montage
- 1931 : Gabbo le ventriloque, post-synchronisation française de The Great Gabbo d'Erich von Stroheim[31] et James Cruze
- 1931 : Passions, post-synchronisation française de Zwei Menschen d'Erich Waschneck[32]
- 1931 : L'ennemi dans le sang, post-synchronisation française de In der Nacht de Walter Ruttmann[33]

### Montage son
- 1931 : Les chemins de la renommée, documentaire de Claude Lambert[34], musique de Max Fontaine[35]
- 1932 : Mon ami Tim de Jack Forrester[36]